# Myśliczek glinik
Myśliczek glinik (Stenus fossulatus) – gatunek chrząszcza z rodziny kusakowatych i podrodziny myśliczków (Steninae).
Gatunek ten został opisany w 1840 roku przez Wilhelma Ferdinanda Erichsona.
Chrząszcz o ciele długości od 4 do 4,5 mm, z wierzchu porośniętym wyraźnym, acz delikatnym, złocistym owłosieniem. Przedplecze oraz jednobarwne pokrywy są punktowane delikatnie i równomiernie. Na środku przedplecza brak jest podłużnej bruzdy. Początkowe tergity odwłoka pozbawione są listewek pośrodku części nasadowych. Co najmniej cztery pierwsze tergity mają boczne brzegi odgraniczone szerokimi bruzdami. Odnóża mają czerwonobrunatne lub żółtobrunatne nasady ud i środkowe części goleni, wyjątkowo są całkiem czarne. Smukłe tylne stopy prawie dorównują długością goleniom. Od podobnego Stenus gracilipes wyróżnia się grubszym ciałem i mocniej wklęśniętym czołem.
Owad palearktyczny, rozprzestrzeniony od Wysp Brytyjskich i południa Skandynawii po Rosję i południowo-wschodnią Europę. Najczęstszy na podłożu gliniastym. Zasiedla skarpy i urwiska nad rzekami i rowami, zwłaszcza porośnięte podbiałem pospolitym.